# Маккриммон, Ники
Николь «Ники» Маккриммон (англ. Nicole "Nicky" McCrimmon; род. 22 марта 1972 года, Нью-Йорк, Нью-Йорк, США) — американская профессиональная баскетболистка, выступавшая в женской национальной баскетбольной ассоциации. Была выбрана на драфте ВНБА 2000 года в четвёртом раунде под общим шестьдесят третьим номером клубом «Лос-Анджелес Спаркс». Играла на позиции атакующего защитника.

## Ранние годы
Ники Маккриммон родилась 22 марта 1972 года в городе Нью-Йорк (штат Нью-Йорк), а училась в городе Лос-Анджелес (штат Калифорния) в подготовительной средней школе имени Джорджа Вашингтона, в которой выступала за местную баскетбольную команду.